# ويرموود: طريق الموتى (فلم)
ويرموود: طريق الموتى (بالإنجليزية: Wyrmwood: Road of the Dead) هو فيلم رعب وحركة تم انتاجه في أستراليا وصدر سنة 2014 من بطولة بيانكا بريدي وجاي غالاغير.

## القصة
مع بدء ظهور الموتى الأحياء، تتحطم حياة باري الميكانيكي الموهوب ورب العائلة، وذلك بعد اختطاف شقيقته بروك على يد مجموعة من الجنود الملثمين من أجل إجراء تجارب عليها على يد طبيب مهووس، وبينما تحاول بروك الهرب، يخطط باري لانقاذها مع رفيقه بيني.

## الميزانية والإيرادات
كلف الفيلم ميزانية 1,400,000 دولار أمريكي

## وصلات خارجية
- ويرموود: طريق الموتى على موقع IMDb (الإنجليزية)
- ويرموود: طريق الموتى على موقع ميتاكريتيك (الإنجليزية)
- ويرموود: طريق الموتى على موقع روتن توميتوز (الإنجليزية)
- ويرموود: طريق الموتى على موقع قاعدة بيانات الأفلام العربية
- ويرموود: طريق الموتى على موقع ألو سيني (الفرنسية)
- ويرموود: طريق الموتى على موقع أول موفي (الإنجليزية)
- ويرموود: طريق الموتى على موقع فيلمافينيتي (الإسبانية)
- ويرموود: طريق الموتى على موقع قاعدة بيانات الأفلام السويدية (السويدية)
- ويرموود: طريق الموتى على موقع قاعدة بيانات الفيلم (الإنجليزية)
- ويرموود: طريق الموتى على موقع ليتربوكسد (الإنجليزية)

ويرموود:طريق الموتى على IMDB
ويرموود: طريق الموتى على Rotten Tomatos
ويرموود: طريق الموتى على Metacritic